# Јосеф Пророк
Јосеф Пророк чеш. Josef Prorok бивши је чешки атлетичар специјалиста за трчање на 400 метара за препонама. Био је члан клуба АК Славија из Прага..

## Спортска биографија
Међународну каријеру почео је на Светском јуниорском првенству 2006. у Пекингу где је у својој дисциплини 400 м са препонама стигао до полуфинала. Такмичио се и као члан штафете 4 х 400 метара.
У осмогодишњој атлетској каријери такмичио се на олимпијским играма, светским и европским првенствима, а највећи успех постогао је са штафетом на Европском првенству у дворани 2013. освојивши бронзану медаљу. Штафета је трчала у саставу:Данијел Немечек, Јосеф Пророк, Петр Лихи и Павел Маслак.
На домаћим првенствима на отвореном био је 3 пута први на 400 м препоне (2009, 2010, 2011) а са штафетом 3 пута први (2007, 2008 и 2011) а 2 пута други (2009 и 2010). У дворани са штафетом 4 пута први (2006, 2008, 2010 и 2012), на 200 метара 1 први (2010) и на 400 м 2 пута други (2008 и 2012).
Атлетску каријеру завршио је у 25. години октобра 2013. због учесталих здравстваних проблема.,

## Значајнији резултати
| Год.  | Такмичење                    | Место              | Дисциплина | Пласман       | Резултат   | Белешка                                |
| Чешка | Чешка                        | Чешка              | Чешка      | Чешка         | Чешка      |                                        |
| ----- | ---------------------------- | ------------------ | ---------- | ------------- | ---------- | -------------------------------------- |
| 2006. | Светско јуниорско првенство  | Пекинг, Кина       | 15.        | 400 м препоне | 52,29      |                                        |
| 2006. | Светско јуниорско првенство  | Пекинг, Кина       | 12.        | 4 × 400 м     | 3:08,69    |                                        |
| 2007. | Европско првенство У-23      | Дебрецин, Мађарска | 10.        | 400 м препоне | 51,16      |                                        |
| 2009. | Европско првенство У-23      | Каунас, Литванија  | 12.        | 400 м препоне | 51,02      | 400 m hurdles MenSemifinalsSemifinal 2 |
| 2010. | Светско првенство у дворани  | Доха, Катар        | 7.         | 4 × 400 м     | 3:09,76    |                                        |
| 2010. | Европско првенство           | Барселона, Шпанија | 6.         | 400 м препоне | 49,68      |                                        |
| 2012. | Светско првенство у дворани  | Истанбул, Турска   | 8.         | 4 × 400 м     | 3:09,46    |                                        |
| 2012. | Европско првенство           | Хелсинки, Финска   | 5.         | 4 × 400 м     | 3:02,72 НР |                                        |
| 2013. | Европско првенство у дворани | Гетеборг, Шведска  |            | 4 × 400 м     | 3:06,96    | 4 x 400 m MenFinal                     |